# Wordle
El Wordle és un joc de paraules en línia gratuït inventat l'any 2021 per Josh Wardle. Gràcies a la seva popularitat a Twitter, el joc va tenir un èxit immediat en la seva versió en anglès. Ràpidament es va oferir en altres idiomes i es va imitar en altres versions.

## Descripció
L'objectiu del joc és endevinar una paraula concreta de cinc lletres en un màxim de sis intents, escrivint lletres en una pantalla de sis línies de cinc caselles cadascuna. El jugador escriu a la primera línia una paraula de cinc lletres de la seva elecció i introdueix la seva proposta. Després de cada proposició, les lletres apareixen en color: el fons gris representa les lletres que no estan a la paraula cercada, el fons groc representa les lletres que es troben en altres llocs de la paraula i el fons verd representa les lletres que estan al lloc correcte en la paraula a trobar.

## Història
Josh Wardle és un desenvolupador de programari que ha col·laborat en el desenvolupament de dues experiències socials per a Reddit. En un període de confinament a causa de la pandèmia de la Covid-19, va inventar el joc per a la seva parella, una entusiasta dels jocs de trencaclosques. Veient l'entusiasme de la seva parella i de la seva família, va decidir posar el seu joc en línia. El desembre de 2021, va afegir la possibilitat de compartir els seus resultats a les xarxes socials mitjançant emojis. L'èxit va ser immediat: l'1 de novembre de 2021 hi van jugar 90 persones, i al cap d'unes setmanes, més de dos milions.

## Versió en català
A principis del 2022, el desenvolupador Gerard López López va adaptar el joc al català, amb el nom de WordleCAT. WordleCAT funciona amb el Diccionari Informatitzat de l'Scrabble en català (DISC), a diferència del que utilitza el Paraulògic, que és el DIEC2. El DISC es basa en el DIEC2 però conté un nombre més gran de paraules acceptades.